# Molpàdia
Molpàdia (en grec antic Μολπαδία) va ser, segons la mitologia grega, una filla d'Estàfil, un fill de Dionís i d'Ariadna. La seva mare era Crisòtemis i les seves germanes Reo i Pàrtenos.
Estàfil havia demanat a Molpàdia i Pàrtenos que vigilessin el seu vi, perquè el seu descobriment per part dels homes era molt recent en aquell temps, però les dues noies mentre vigilaven es van adormir. Mentre dormien, els porcs que elles vigilaven també, van entrar al celler i van trencar les gerres que contenien el vi nou. Al despertar van veure el que havia passat i van témer la ira del seu pare, que, pel que sembla, era despietat. Van fugir cap a la vora del mar i es van llançar per un precipici. Però Apol·lo, que les apreciava, ja que estava enamorat de Reo, l'altra germana, les va salvar de la caiguda i les va portar a dues ciutats del Quersonès. Partènope va fer cap a Bubassos, on va rebre honors divins, i Molpàdia a Càstabos, on va ser divinitzada amb el nom d'Hemítea.